# Korozluky (zámek)
Zámek Korozluky je klasicistní zámek nacházející se na jižním svahu Jánského vrchu nad obcí Korozluky v okrese Most v Ústeckém kraji. Od roku 1987 je chráněn jako kulturní památka.

## Historie

### Vznik a proměny
Na místě dnešního zámku stála středověká tvrz zmiňovaná poprvé již v roce 1408, která později zanikla. Kolem roku 1775 dal na jejím místě František Václav Rajský z Dubnice, krajský hejtman litoměřického kraje vystavět pozdně barokní jednopatrový zámeček. Stavba byla v roce 1786 soudně prodána na zaplacení dluhů. Zámek v roce 1806 nechal tehdejší majitel rytíř Václav Beníško z Dobroslavi přestavět do klasicistní podoby jako jednopatrovou dvoukřídlou stavbu. V roce 1848 se stali majiteli zámku pivovarští podnikatelé z Mostu Alex a Josef Fleischerové, kteří jej v roce 1870 přestavěli do dnešní podoby. V roce 1887 koupila zámek rodina Richterových a vlastnila jej až do konfiskace v roce 1945.

### Zámek po roce 1945

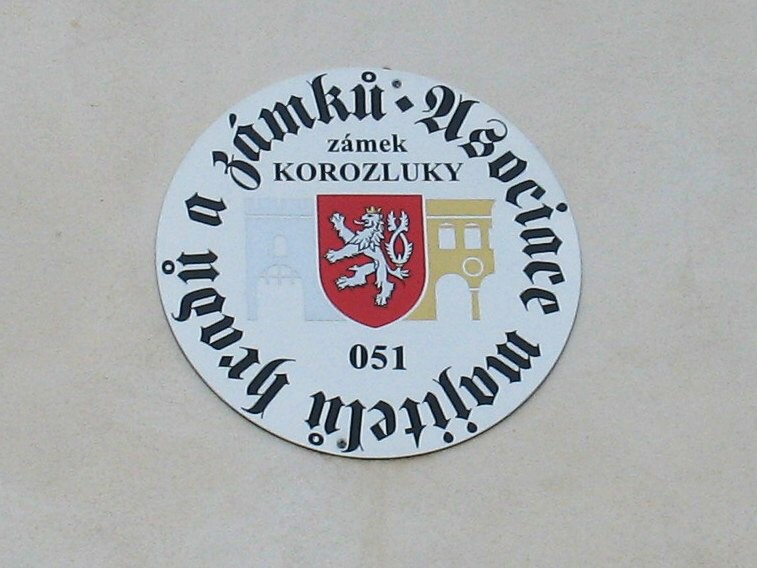
Tabule majitele zámku Korozluky

Po druhé světové válce sloužil zámeček jako ubytovna, pak se jeho uživatelem stalo družstvo Včela, krátce i místní JZD. V roce 1960 bylo na zámku zřízeno odborné zemědělské učiliště, které však bylo posléze přeloženo do Podbořan. S plánovanou adaptací zámku na školu včetně přístavby učeben a tělocvičny se sice započalo, ale nikdy nebyla dokončena. Poté zámek sloužil jako administrativní budova Státního statku Bílina a nakonec jako sklady civilní obrany pro Okresní národní výbor v Mostě. Po vyklizení byla stavba ponechána osudu, až se z ní stala ruina s obvodovými zdmi bez střechy. Stejně poškozen byl i přilehlý park a kaple. Na objekt byl proto vydán demoliční výměr.

### Obnova zámku
V roce 1994 získal torzo zámku architekt Miroslav Perout jako náhradní restituci za hračkářskou továrnu v Mělníku a zahájil jeho obnovu. Novému majiteli se podařilo na záchranu získat jednak dotace od okresního úřadu a dále v rámci Programu záchrany architektonického dědictví ČR Ministerstva kultury byla provedena hrubá stavba. Poté přispěl Ústecký kraj na opravu interiérů a přilehlého zámeckého parku. Park se dostal rovněž do Programu na obnovu zahrad a parků Ministerstva životního prostředí.

## Zámecký park

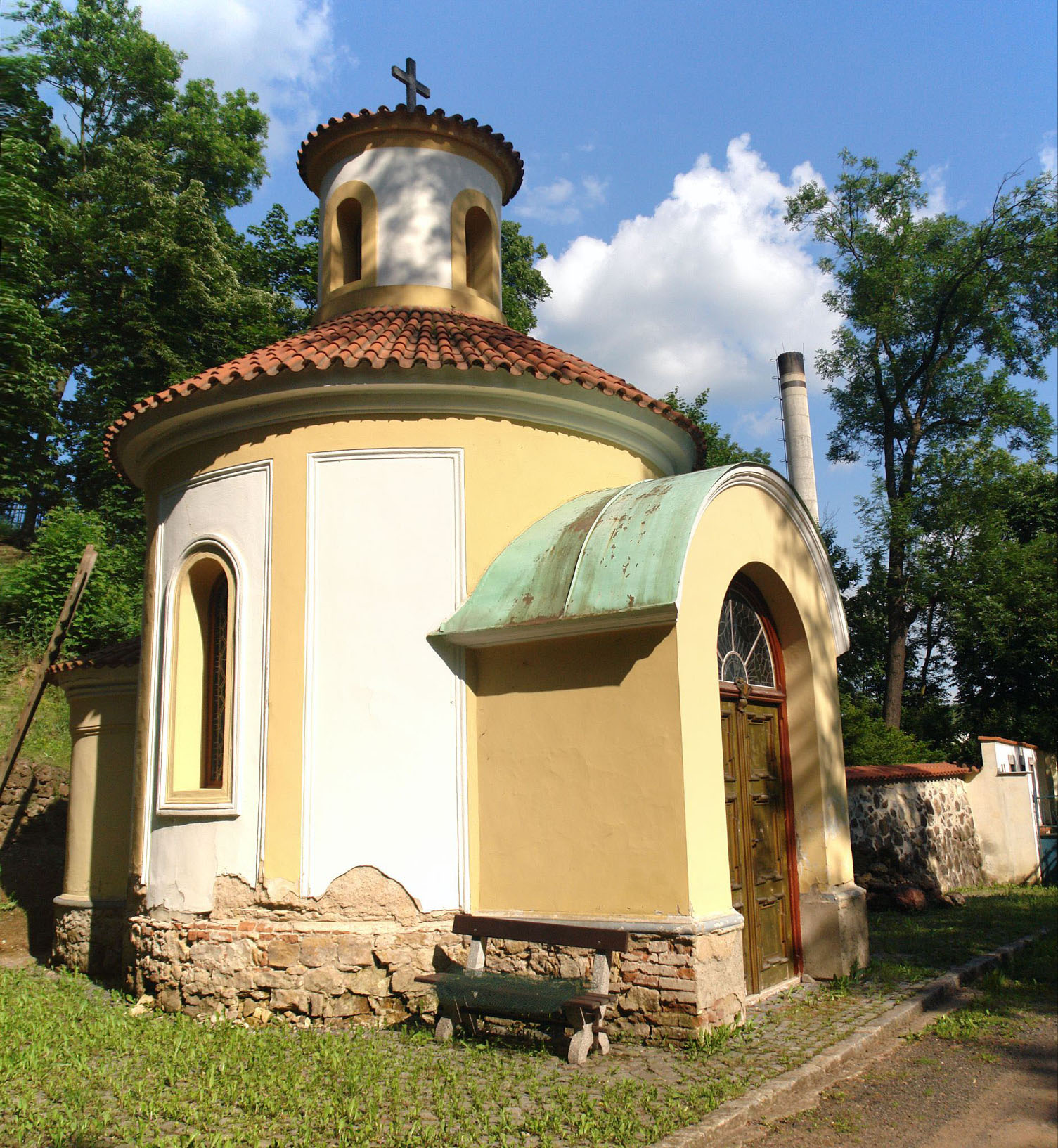
Kaple sv. Josefa v zámeckém parku

Park včetně obory nechali na konci 19. století zřídit tehdejší majitelé Richterovi. Ti také nechali u příjezdové cesty vystavět kapl sv. Josefa v podobě rotundy.
Devastace se nevyhnula ani parku. Postupně zarůstal náletovými dřevinami a prostor sloužil jako skládka odpadu, především popela a škváry z kotelny.
Regenerace zámeckého parku počítá s postupným vyčištěním a osázením parku novými stromy i teplomilnými a suchomilnými rostlinami, které jsou typické pro nedaleké chráněné území – národní přírodní památku na Jánském vrchu. V parku již byla obnovena kaple sv. Josefa, kterou v roce 2004 znovu vysvětil litoměřický biskup Josef Koukl. Park má být doplněn lavičkami a sochami.

## Na počátku 21. století
Na zámku jsou dvě památkové expozice. V přízemí je vystaveno sakrální umění z mobiliáře starých mosteckých kostelů, v patře pak zámecké interiéry 18. a 19. století. Zámek je pro veřejnost přístupný po dohodě s majitelem zámku panem Peroutem.
Celý areál zámku je již dnes využíván i k dalším kulturním a společenským účelům. V roce 2008 se v parku a zámku pro veřejnost uskutečnil společenský večer Velká noční hudba.